# Philippe de Villiers de L'Isle-Adam

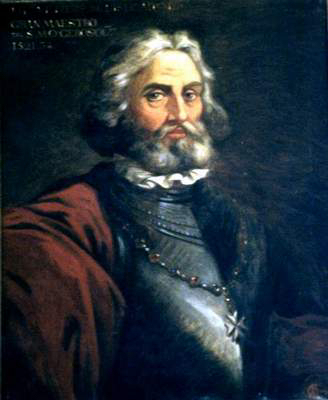
Philippe de Villiers de L'Isle-Adam

Philippe de Villiers de L'Isle-Adam, född 1464, död 1534, var stormästare av Johanniterorden, till börden fransman.
Villiers de L'Isle-Adam blev 1521 vald till ordens stormästare och gjorde sig berömd genom sitt hjältemodiga försvar av Rhodos. År 1522 i juni landsteg på ön 200 000 turkar, som började belägringen av Rhodos och snart förstärktes av 100 000 man. Sedan turkarna förlorat över 100 000 man och Villiers de L'Isle-Adam ej fått någon undsättning, nödgades han i december samma år uppge staden och fästningen. Sedermera utverkade han av kejsar Karl V åt orden öarna Malta och Gozo.